# Selenodes
Selenodes là một chi bướm đêm thuộc phân họ Tortricinae của họ Tortricidae.

## Các loài
- Selenodes concretana (Wocke, 1862)
- Selenodes karelica (Tengstrom, 1875)
- Selenodes norvegicana (Tengstrom, 1875)
- Selenodes stagnicolana (Wocke, 1862)
- Selenodes textana (Tengstrom, 1875)